# Philonotis vagans
Philonotis vagans là một loài rêu trong họ Bartramiaceae. Loài này được Hook. & Wilson Mitt. mô tả khoa học đầu tiên năm 1859.